# محمد الدويري
محمد الدويري (مواليد سنة 1926، فاس) سياسي مغربي، أحد الشخصيات البارزة في حزب الاستقلال.

## مسيرته
تخرج الدويري من المدرسة المتعددة التكنولوجية سنة 1948، ومن المدرسة الوطنية العليا للمناجم في باريس سنة 1950 في باريس.
يعتبر محمد الدويري من أصغر الوزراء الاستقلاليين الذين تولوا المسؤولية الحكومية في السنوات الأولى لاستقلال المغرب، وقد عمل وزيرا للأشغال العمومية في الحكومات الثلاث الأولى، التي قادها كل من مبارك البكاي وأحمد بلافريج، وغاب عن حكومة عبد الله إبراهيم، ليعود من جديد وزيرا للاقتصاد الوطني والمالية في حكومة رابعة ترأسها الملك الراحل محمد الخامس، ثم استمر في المنصب نفسه في حكومتين قادهما الملك الحسن الثاني، قبل أن يخلفه إدريس السلاوي.
بعد حوالي 14 سنة، سيعود محمد الدويري وزيرا للتجهيز والإنعاش الوطني في الحكومة، التي تولى أحمد عصمان وزارتها الأولى في أكتوبر 1977، لدى مشاركة حزب الاستقلال في حكومة ما بعد انتخابات المرحلة بزعامة محمد بوستة، الذي أصبح وزيرا للخارجية، وكان من أنصار المدافعين عن عودة الحزب إلى الواجهة الحكومية، من منطلق أنه كسب شوطا في معركة دمقرطة البلاد، كما في وثيقة الديمقراطية والتعادلية التي بلورها الاستقلاليون في ستينيات القرن الماضي، وكان يعتبر أن مجالات المنافسة بين الاستقلال والاتحاد الوطني للقوات الشعبية ثم الاتحاد الاشتراكي، تبقى مفتوحة، ولا يعني انتقال أحدهما إلى مواقع جديدة تنكرا لأوفاق التنسيق والتعاون.
سيختار الدويري الرد على انشقاق 1959 على طريقته الخاصة، وسيكون الاتجاه نحو تشكيل درع نقابي تابع للحزب أهم تحد يطرح على حزب الاستقلال، بعد فك ارتباطاته السابقة مع الاتحاد المغربي للشغل بقيادة المحجوب بن الصديق، خصوصا أن الأطراف المناهضة للتيار المحافظ في الحزب عمدت إلى سلاح الإضرابات لعزله أكثر.
كانت الضربة موجعة بالنسبة إلى محمد الدويري، حين تسربت أنباء حول ملابسات أحاطت ببناء مركب آسفي للصناعة الكيماوية، وشككت في نزاهة الوزير، مما جعله يلجأ إلى القضاء، ويواصل في الوقت ذاته التحضير لإطلاق نقابة الاتحاد العام للشغالين، كما سيحدث على الصعيد الطلابي في تأسيس الاتحاد العام لطلبة المغرب في مواجهة الاتحاد الوطني للطلبة المحسوب على اليسار الذي قاد انشقاق 1959، ومن وقتها وضع الدويري يده على القطاع النقابي، بدعم من الرئيس علال الفاسي، وأصبحت التظاهرات النقابية لا تكتمل دون حضور الدويري، الذي ربط بين الصراع السياسي والنقابي فيما كان يطلق عليه معركة الديمقراطية لإلغاء حالة الاستثناء التي تكرست لاحقا.
استطاع الدويري وعبد الكريم غلاب، المتحدرين من مدينة فاس، أن يشكلا تيارا قويا داخل حزب الاستقلال، الأول من خلال النقابة واستقطاب الشباب، والثاني عبر صحافة الحزب، التي كانت تلعب دورا تأطيريا وتنويريا في فترة كادت تحتكر فيها سوق الانتشار، خصوصا إبان تعطيل صحافة الاتحاد الوطني ثم الاتحاد الاشتراكي، وقد كان ينظر إلى التنسيق الحاصل بينهما، بطريقة مباشرة أو غير مباشرة، أنه يميل إلى التشدد في مواجهة النظام، قبل حدوث الانفتاح السياسي الذي رافق مرحلة ما بعد المسيرة الخضراء.
ولعله لهذا السبب، واجهت قيادة الحزب صعوبات في إقناع الملك الراحل الحسن الثاني بإسناد مناصب وزارية للرجلين في حكومة أحمد عصمان، يوم اختار حزب الاستقلال مبدأ المشاركة مقابل اعتراض الاتحاد الاشتراكي، الذي استمر في المعارضة، غير أن الملك الحسن الثاني ارتضى مشاركة محمد الدويري وزيرا للتجهيز والإنعاش الوطني، بينما عين عبد الكريم غلاب وزيرا منتدبا في شؤون إصلاح الإدارة في الحكومة الثانية للوزير الأول المعطي بوعبيد عام 1981، التي انتقل فيها الدويري إلى منصب وزير التخطيط وتكوين الأطر والتكوين المهني، وأسندت وزارة التجهيز إلى محمد قباج.
شغل الدويري منصب رئيس المجلس الإقليمي لجهة فاس بولمان في عام 2003، وتم إعادة انتخابه لهذا المنصب أعوام 2006 و2009 و2012.
ابنه عادل الدويري، كان وزيرل للسياحة في حكومة إدريس جطو.